# إفنوان (تيميضي غزيفن)
إفنوان هو دُوَّار يقع بجماعة أزناڭن، إقليم ورززات، جهة درعة تافيلالت في المملكة المغربية. ينتمي الدوّار لمشيخة تيميضي غزيفن التي تضم 21 دوار. يقدر عدد سكانه بـ 528 نسمة حسب الإحصاء الرسمي للسكان والسكنى لسنة 2004.

## روابط خارجية
- البوابة الوطنية للجماعات الترابية
- المندوبية السامية للتخطيط